# Diego Montez
Diego Lima Montes (Cotia, 27 de novembro de 1989) é um ator brasileiro.

## Biografia
Nasceu em Cotia, São Paulo em 27 de novembro de 1989, filho da atriz Sônia Lima e do jornalista Wagner Montes, tendo como meio-irmão o também jornalista Wagner Montes Júnior. Formou-se em Artes dramáticas pelo Teatro Escola Célia Helena e roteirista pela Universidade Anhembi Morumbi.

## Carreira
Começou sua carreira em teatro musical com montagens acadêmicas de espetáculos como "Footloose", "Les Miserábles" e "O Despertar da Primavera". Protagonizou espetáculos de sucesso no circuito paulista como "Sessão da Tarde, ou Você Não Soube Me Amar" e a ópera-rock "Lado B - Mudaram as Estações". Em 2010, destacou-se como o vilão Afonso, no musical nacional "Se Essa Rua Fosse Minha", que lotou o Centro Cultural Vergueiro durante sua temporada. Na televisão, estreou em 2001 na série infantil Acampamento Legal, na RecordTV. Em 2010 esteve na minissérie A História de Ester em 2011 na telenovela Amor e Revolução, do SBT. No ano seguinte, emendou no sucesso teen Rebelde, novamente na Record interpretando Murilo. Na sequência, fez seu papel de maior destaque, Rick, um dos antagonistas principais de Dona Xepa. Divide seu tempo entre a produtora independente, estudos de canto e dança, autoria de seu primeiro romance infanto-juvenil. Também fez parte do elenco de "In The Heights", musical vencedor do Tony Award de Melhor Musical na Broadway, que chegou ao Brasil em 2014, sob a direção de Wolf Maya. Em 2015, viveu outro vilão, o Tomás em Cúmplices de um Resgate.
Esteve  em cartaz com o musical Wicked, no Teatro Renault em São Paulo, como ensemble e cover do personagem Fiyero, papel de Jonatas Faro e André Loddi, que abandonou o espetáculo no começo de junho. Esteve em cartaz no teatro "Frei Caneca" interpretando Angel no musical Rent. No segundo semestre de 2017, esteve em cartaz com o espetáculo A Era do Rock (Rock Of Ages), interpretando Drew, par romântico da Sherrie - que foi interpretada por Thuany Parente, Glindão. Em 2018, interpretou seu quarto vilão na TV, o Felipe na série Z4. Ainda em 2018, esteve em cartaz junto com Larissa Manoela na peça Noviça Rebelde. Em 2019 estreia na TV Globo, interpretando o diretor de marketing Willian na novela das sete Bom Sucesso.
Em 2020, atuou e colaborou nos roteiros da série Home Office ele interpreta o produtor e assistente de marketing Dudu Santana. Em 2022, voltou ao SBT integrando o elenco de participantes da segunda temporada do talent-show  Bake Off Brasil: Celebridades terminando a competição em terceiro lugar. Em 2023, Diego Montez foi convidado para reviver o seu personagem Willian de Bom Sucesso numa participação especial no capítulo de estreia de Vai na Fé trama também de Rosane Svartman.

## Filmografia

### Televisão
| Ano       | Título                        | Personagem                    | Notas                                                       |
| --------- | ----------------------------- | ----------------------------- | ----------------------------------------------------------- |
| 2001–2002 | Acampamento Legal             | Bento                         |                                                             |
| 2010      | A História de Ester           | Abdias                        |                                                             |
| 2011–2012 | Amor e Revolução              | Gabriel                       |                                                             |
| 2012      | Rebelde                       | Murilo Bragança               |                                                             |
| 2013      | Dona Xepa                     | Ricardo Lopes Coutinho (Rick) |                                                             |
| 2015–2016 | Cúmplices de um Resgate       | Tomás Gomes                   |                                                             |
| 2018      | Garota Errada                 | Diego                         | Episódios: "Crise de Meia Idade" e "Sobre Pares Românticos" |
| 2018      | Z4                            | Felipe Vasquez                |                                                             |
| 2019–2020 | Bom Sucesso                   | Willian Carneiro              |                                                             |
| 2020      | Home Office                   | Dudu Santana                  |                                                             |
| 2022      | Bake Off Brasil: Celebridades | Participante (3º Lugar)       | Temporada 2                                                 |
| 2022      | No Mundo da Luna              | Bruno Brunetti                |                                                             |
| 2023      | Vai na Fé                     | Willian Carneiro              | Episódios: "16 de janeiro" / "7–15 de abril"                |
| 2023      | O Rei da TV                   | Wagner Montes                 |                                                             |

### Cinema
| Ano  | Título                 | Personagem    | Notas         |
| ---- | ---------------------- | ------------- | ------------- |
| 2023 | Perdida                | Santiago      | [ 16 ] [ 17 ] |
| 2023 | O Sequestro do Voo 375 | Rafael Soares | [ 18 ]        |
| 2024 | A Herança              | Thomas        |               |
| 2025 | O Melhor Amigo         | Juan          |               |

## Teatro
| Ano       | Título                       | Papel                         |
| --------- | ---------------------------- | ----------------------------- |
| 2013      | Cazuza, Pro Dia Nascer Feliz | Guto Goffi / Serginho Maciel  |
| 2014      | BarbarIdade                  | Galã                          |
| 2015–2017 | Chacrinha - O Musical        | Sidney Magal / Ney Matogrosso |
| 2016      | Wicked                       | Ensamble / Cover de Fiyero    |
| 2016      | Rent                         | Angel Dumott Schunard         |
| 2017      | Rock Of Ages (A Era do Rock) | Drew                          |
| 2018      | A Noviça Rebelde             | Rolf                          |
| 2018      | Na Pele - Bare, a Pop Opera  | Jason / Jonas                 |
| 2019      | Meu Destino é Ser Star       | Swing                         |
| 2019      | Heathers                     | J.D (Jason Dean)              |
| 2019      | Brilha La Luna               | autor                         |
| 2020      | Silvio Santos Vem Aí!        | Wagner Montes                 |
| 2021      | Cinderella                   | Jean Michel                   |
| 2023      | Mamma Mia!                   | Sky                           |

## Prêmios e indicações
| Ano  | Premiação                    | Categoria               | Indicação  | Resultado |
| ---- | ---------------------------- | ----------------------- | ---------- | --------- |
| 2022 | Prêmio Destaques Musical.Rio | Melhor Ator Coadjuvante | Cinderella | Indicado  |